# Cuitlana verticalis
Cuitlana verticalis är en insektsart som beskrevs av Young 1977. Cuitlana verticalis ingår i släktet Cuitlana och familjen dvärgstritar. Inga underarter finns listade i Catalogue of Life.